# オタリ
オタリ株式会社は日本の電機メーカーである。

## 概要
- 創業時より磁気テープ関連製品の製造販売を中心として事業規模を拡大してきた。
- 近年はDLT(Digital Linear Tape)やLTO（Linear Tape-Open）等のコンピュータ用磁気テープの生産装置・ディスクの複製装置及びパッケージング装置・プリント基板関連の製造装置・オーディオネットワーク機器・放送用ミキシングコンソール・オーディオレコーダ等を製造販売している。
- 磁気ヘッドの生産部門を有しており、特殊ヘッドの生産を行っている。
- 業務用のオープンリール式のテープレコーダー（MX-5050BⅢ）を平成26年12月まで製造していた（現在は生産終了）。
- メカトロに強みを持っており、製造装置を主とした特注機器の設計・生産も請け負っている。
- 埼玉県秩父市でプリント配線基板を製造していた電子部品事業部は2009年2月末日で閉鎖された。
- マルゲン事業部では帯鋸を主体とした製鋸事業を行っていたが、2012年に株式会社マルゲンヨシムラとして分離独立した。
- 社名は、創業者の郷里が長野県の小谷村であることに由来する。

### 沿革
- 1965年 - 細田雅行が東京・三鷹市に有限会社小谷電機を設立。
- 1967年 - 小谷電機株式会社に組織変更
- 1969年 - 長野県豊科町（現・安曇野市）に「豊科工場」新設。
- 1972年 - 同町に「松本工場」新設
- 1984年 - 東京・荻窪 (杉並区)に本社移転。
- 1989年 - 東京都調布市に本社移転、東京地区の事業所を統合「オタリ株式会社」に社名変更。
- 2010年 - 東京・荻窪に本社移転。

## 関連会社
- オタリテック　業務用音響製品の販売会社　　PMC（イギリス）やLAWO（ドイツ）などの輸入総代理店　　東京都新宿区西早稲田
- 豊科精工　　機械部品の加工会社　　長野県安曇野市

## 著作
- オタリ株式会社 編『二十七年目の蛙が思い立った風変わりな創業の記録。オタリはいかにして六畳間から世界へと飛び出したか。』オタリ、調布、1992年4月。 NCID BN07888679。全国書誌番号:20480858。